# Chimerella
Chimerella – rodzaj płazów bezogonowych z podrodziny Centroleninae w rodzinie szklenicowatych (Centrolenidae).

## Zasięg występowania
Rodzaj obejmuje gatunki występujące na amazońskich stokach Andów w Ekwadorze, na wysokości 1400–1820 m n.p.m., w prowincjach Napo, Tungurahua, Morona-Santiago i Zamora-Chinchipe w Ekwadorze, ewentualnie w sąsiedniej południowej Kolumbii; także w Peru – w okolicach San José w dolinie Cainarachi w pobliżu Tarapoto, w regionie San Martín, na wysokości 610 m n.p.m., oraz nad rzeką Río Patay Rondos w regionie Huánuco, na wysokości 798 m n.p.m.

## Systematyka

### Etymologia
Chimerella: gr. Χιμαιρα Khimaira „Chimera”; łac. przyrostek zdrabniający -ella.

### Podział systematyczny
Do rodzaju należą następujące gatunki:
- Chimerella corleone Twomey, Delia & Castroviejo-Fisher, 2014
- Chimerella mariaelenae (Cisneros-Heredia & McDiarmid, 2006)
- Chimerella mira Köhler, Venegas, Castillo-Urbina, Glaw, Aguilar-Puntriano & Vences, 2023